# Bruchomorpha decorata
Bruchomorpha decorata är en insektsart som beskrevs av Metcalf 1923. 

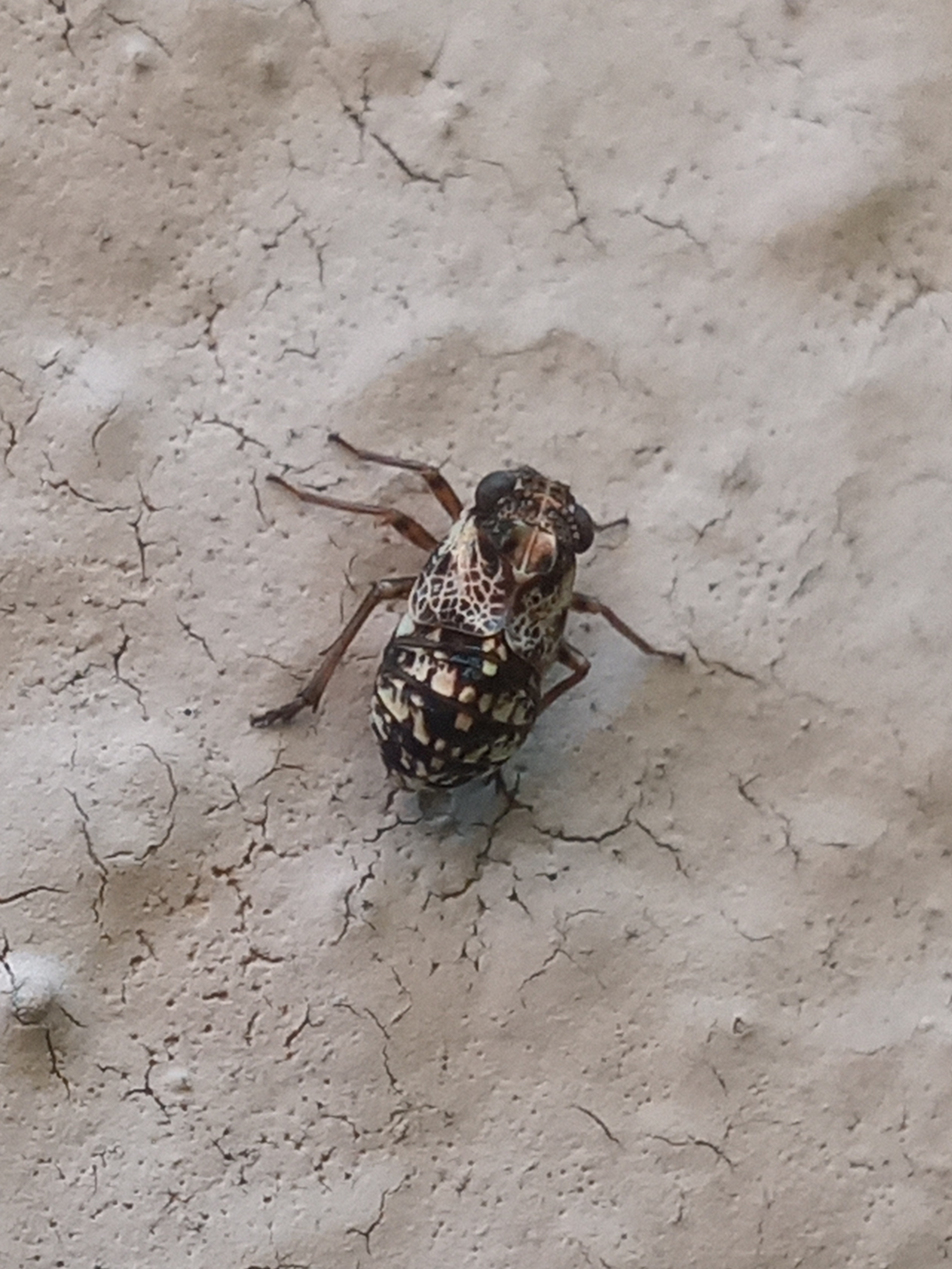
Bruchomorpha decorata from Monterrey, Nuevo León, México

Bruchomorpha decorata ingår i släktet Bruchomorpha och familjen Caliscelidae. Inga underarter finns listade i Catalogue of Life.